# Songun

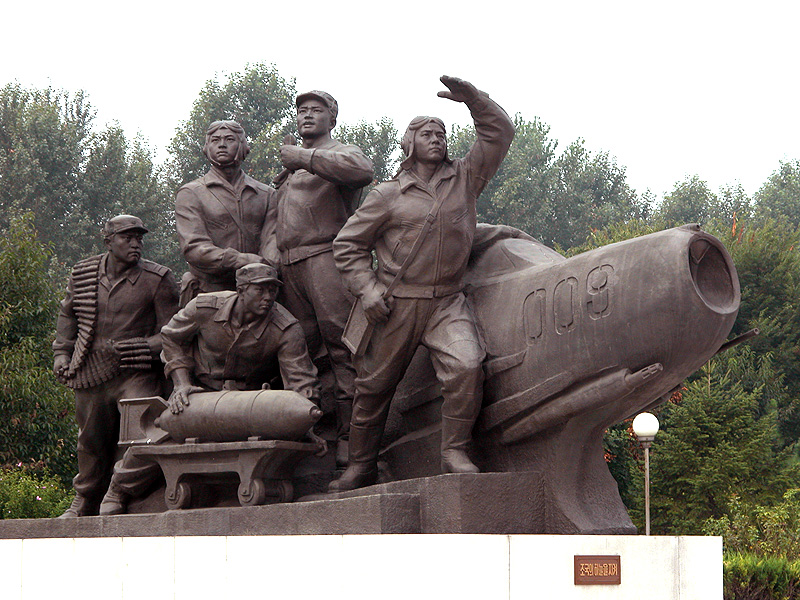
Pomník vojáků v Pchjongjangu

Songun (선군정치, „armáda na prvním místě“) je oficiální doktrína, kterou se řídí Korejská lidově demokratická republika. Vychází z teorie, že obranyschopnost státu je ze všeho nejdůležitější, a proto je Korejská lidová armáda klíčovou složkou režimu. 

## Historie
Za počátek éry songun je pokládán rok 1960, kdy Kim Čong-il převzal osobní dohled nad 105. obrněnou divizí. Poté, co se Kim Čong-il stal hlavou státu, zahájil totální militarizaci země. V roce 1997 napsal stranický list Rodong Sinmun: „Dosud nikdy nehrála lidová armáda tak mimořádnou roli jako nyní, kdy se nachází pod energickým vedením drahého vůdce nejvyššího velitele.“ Podle pozorovatelů ovlivňuje songun život v Severní Koreji více než oficiální ideologie čučche.

## Užití
Systém je aktuálně užíván v Severní Koreji. Politický a hospodářský život v zemi je zcela podřízen potřebám armády, která má i se zálohami a Dělnicko-rolnickými rudými gardami (domobranou) přes devět milionů příslušníků (40 % obyvatel země). KLDR dává na armádu více než třetinu státního rozpočtu.